# Dólar de Niue
Niue, un país en libre asociación con Nueva Zelanda, usa solo una moneda de curso legal oficial, que es el dólar neozelandés.
Antes de la creación del dólar neozelandés en 1967, Niue era un usuario de la libra neozelandesa y sus primeras monedas conmemorativas de Niue estaban en incrementos de libras o chelines.
Niue comenzó a emitir monedas en 1966. Se trata principalmente de emisiones conmemorativas de lingotes y metales básicos no circulantes. Son aceptables como moneda de curso legal en Niue, aunque es poco probable que se encuentren en cualquier lugar de la isla.

## Monedas
En 2009, Niue comenzó a emitir su primer conjunto de monedas estandarizadas en denominaciones de 5, 10, 20, 50 centavos y 1 dólar; Son más gruesas que las monedas neozelandesas y tienen una composición metálica diferente. También tienen exactamente el mismo tamaño y composición que el juego de monedas especial de las Islas Pitcairn.
Todas las monedas del juego estándar tienen imágenes relevantes para el país, rodeadas por un borde distintivo.
Todas las monedas de Niue representan en el lado anverso el escudo nacional o una efigie oficial de la reina Isabel II.
En 2011, la Casa de la Moneda de Nueva Zelanda produjo un conjunto de edición limitada de monedas de curso legal en dólares neozelandeses como una edición oficial de Niue que conmemora la serie cinematográfica de Star Wars, autorizada por Lucasfilm, y que representa a muchos personajes principales de la serie representados en color.